# 2003년 시카고 발코니 붕괴 사고

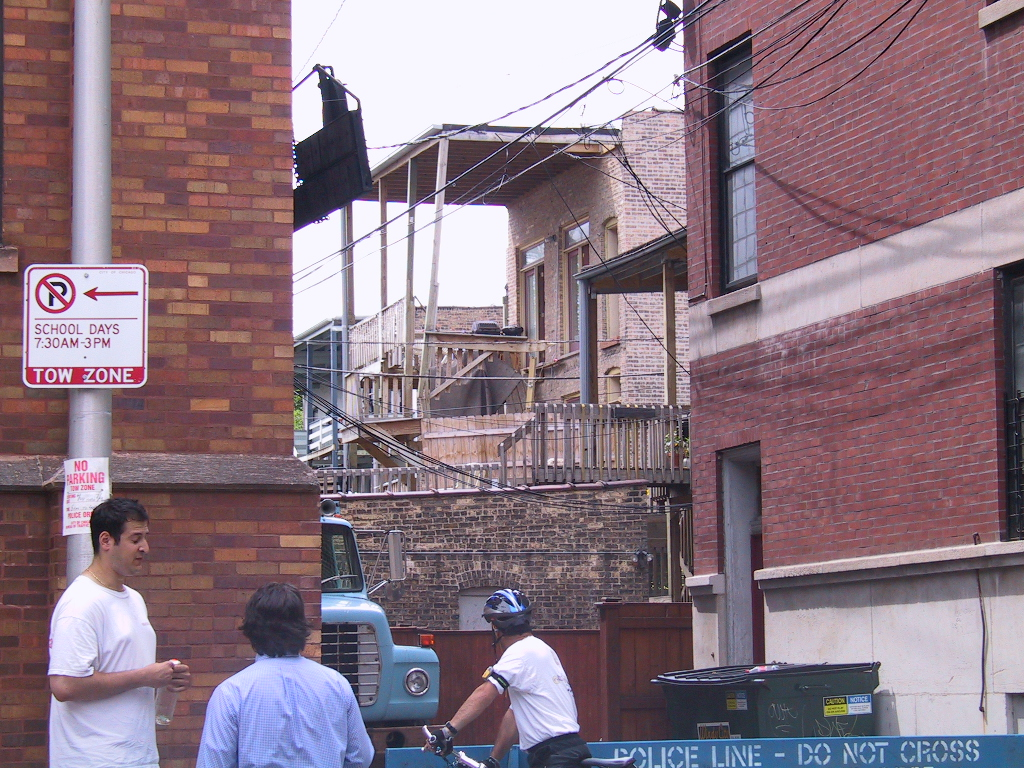
붕괴 다음날에 촬영한 발코니의 모습.

2003년 시카고 발코니 붕괴 사고란 2003년 6월 29일 일어난 미국 역사상 가장 사망자가 많은 발코니 붕괴 사고로 미국 시카고에서 발생했다.
아파트 건물에서 열린 파티 도중 사람들이 너무 많이 들어찬 발코니가 무너져 13명이 사망하고 57명이 중상을 입었다. 후속 조사에서 발코니의 건설 방식이 굉장히 부실해고 건설 과점에서 발견한 여러 문제점으로 발코니 붕괴를 일으켰다는 사실이 밝혀졌다. 건물 소유주인 LG 부동산(LG Properties)과 사장인 필립 파파스는 사고 재발을 막기 위해 다른 건물의 발코니를 강화하는 조치를 취했지만, 완전한 구조붕괴에 대해서는 발코니에 사람이 너무 많이 모였기 때문이었다고 주장했다.
사고 발생 이후 시카고 전역의 유사 구조물에 전면적인 구조검사가 이루어졌으며 시카고 시정부는 1,260건의 사례를 처리했다.

## 배경
사고가 발생한 발코니는 도심 북측 링컨 파크에 있는 아파트 후면에 있었다. 붕괴 사고 발생 당시 2층과 3층에서는 파티가 열리고 있었다. 파티 참석자의 대부분은 20대 초반으로 시카고 노스쇼어 교외에 있는 뉴트리어 고등학교와 레이크포레스트 고등학교 시절 동창들이 대부분이었다. 한 목격자는 발코니가 안전하지 않은 것으로 보였으며 건물에 있는 다른 사람들에게 이를 경고했으나 건물에 있던 또 다른 사람들은 "새로 지어보인 것처럼 보였고 튼튼하게 생겼다."라고 말했다.

## 붕괴 사고
붕괴 당시 약 50명의 사람들이 꼭대기 층의 목제 발코니에 있었다. 한 목격자에 따르면 붕괴 직전에 나무가 쪼개지는 소리가 들었으며 현지 시간으로 자정에 붕괴가 발생했다. 3층에서부터 붕괴가 시작하여 그 아래에 있는 발코니도 같이 붕괴되었다. 1층, 2층, 3층 발코니가 모두 지하로 무너져내려 총 백여명이 붕괴 사고에 휩쓸렸다. 여러 사람들이 지하의 계단참에 갇혔다. 생존자들은 발코니 잔해 아래에 묻힌 피해자 구조를 도와주었으나 구조 대원들은 다른 피해자를 구조하기 위해 전기톱을 사용했다. 생존자 중 한 명은 간호사였으며 구급대가 도착하기 전까지 구조 작업을 도왔다. 시카고 소방서가 구조대로 파견되었다. 붕괴 사고로 11명이 사망했고 생존자 중 2명이 후송 이후 사망했다. 57명이 부상을 입었다.

## 사건 조사
사건 초기 조사에서는 발코니에 너무 많은 사람들이 모여 붕괴되었다고 추정했다. 이 추정에 대해 주변 이웃들이 발코니는 최대 20명에서 30명 정도만 수용가능했다고 증언하기도 했다. 시카고 소방서장은 “좁은 공간에 너무 많은 사람이 몰려 발생한 사건같다”고 말했다. 노마 레이즈(Norma Reyes) 시카고시 건축담당 공무원은 "현 시점에서 발코니에 부실공사 문제나 문제가 되는 징후가 보이지 않는다. 건물은 대규모 모임이나 파티를 위해 만들어지지 않았다."라고 말했다.
하지만 사고 원인은 부실공사가 원인으로 판명되었다. 1998년 소유주인 LG 부동산에게는 건물에 보일러, 에어컨, 온수기 설치 허가가 발급되었지만 당시 허가로는 발코니를 건설할 수 없었다. 발코니는 건물에서 약 3.35 m(11피트) 튀어나와 있었는데 시 규정에서 허용하는 것보다 약 30 cm(1피트) 더 멀리 떨어져 있으며 발코니 면적은 231 제곱피트 (21.5 m2)로 시 규정에서 허용한 81 제곱피트 (7.5 m2)보다 훨씬 더 컸다. 발코니 자체도 건물과의 지지대가 매우 부실했는데 길이가 짧은 나무로 바닥을 깔았고 너무 짧은 나사로 벽에 부착했다. 하지만 시카고시 감사부는 건설 현장을 5회 이상 방문했지만 위에 언급된 규정 위반 사항을 인지했거나 지적한 적이 없었다.

## 여파
재난 발생 3일 후 시카고시는 건축 규정 위반에 대해 주택법원에 건물 소유주와 관리자를 고소했다. 피고인에 이름을 올린 사람들은 LG 부동산, 회사 사장인 필립 파파스, 발코니를 건설한 용역업자 조지 코트로모스를 포함했다. 시는 발코니를 해체할때까지 매일 위반한 건당 500달러(총 수십만 달러)와 발코니 교체를 위한 법원명령을 요구한 것으로 알려졌다. 발코니를 교체할 때까지는 법적으로 비상구가 의무적으로 있어야 하기 때문에 사고와 관련된 아파트는 거주할 수 없었다. 시의 건물 관련 부서는 유사한 위반 사항에 대해 파파스 및 LG 부동산이 소유하거나 관리하는 42개의 다른 건물을 조사했다. 또한 시는 파파스가 소유한 21개의 다른 건물에도 비슷한 문제가 있다고 주장했다. 하지만 소유자는 그 이후로 21개 발코니 모두에 "극적인 개선"을 했다는 사실에 주목했다.
재난 이후 시카고는 안전한지 확인하기 위해 다수의 유사한 구조물을 검사했으며, 부실하다고 밝혀진 500건에 대해서는 법적 조치를 위해 시의 법무 부서로 이관되었고 760건은 행정 심의관에게 회부되었다.
파파스는 사고 원인이 발코니의 과밀한 인원 때문이었다고 계속 주장했다. 언론의 조사에서 소유주의 모든 부동산에 달린 발코니에서 파티를 금지함을 안내하는 표시판이 있음을 발견했다. 또한 파파스는 경찰 보고서에서 두 명의 익명의 목격자가 구급대원에게 붕괴 직전에 여러 사람이 발코니에서 "위아래로 뛰어 오르는"것을 보았다고 알렸다고 주장했다.
2005년 시카고시는 두 명의 생존자인 윌리엄 펜톤해서웨이와 존 코란다를 상대로 과실 소송을 제기했다. 시는 피고인 팬톤해서웨이와 코란다가 "의도적으로 부주의하게" 현관에서 위아래로 뛰어오르기 시작한 후 발코니 붕괴가 발생했다고 주장했다.
형사 고발은 없었으며 파파스는 붕괴사고로 총 $108,000의 벌금을 물었다. 유가족 27명이 사고에 대해 파파스와 시를 상대로 소송을 제기했다. 발코니는 나중에 재건되었으며 새로 지을때는 금속으로 재건축되었다.

## 대중 문화
이 사고는 ER 텔레비전 쇼의 2005년 피날레 시즌인 "The Show Must Go On"에 큰 영감을 주었다.

## 같이 보기
- 버클리 발코니 붕괴 사고